# Блаженов Віктор Григорович
Віктор Григорович Блаженов (4 вересня 1916, місто Алатир, тепер Чувашія, Російська Федерація — 25 серпня 1989, місто Москва, тепер Російська Федерація) — радянський діяч, залізничник, старший машиніст депо Москва-Сортувальна Московсько-Рязанської залізниці. Депутат Верховної Ради СРСР 3—5-го скликань. Герой Соціалістичної Праці (1.08.1959).

## Біографія
Народився в родині вчителів. У 1931 році, після закінчення семирічної школи, вступив до залізничної школи фабрично-заводського учнівства (ФЗУ) в місті Алатир Чуваської АРСР. Після закінчення ФЗУ в 1934 році направлений на роботу в депо Москва-Сортувальна помічником машиніста. З 1937 року працював машиністом паровоза.
У 1943 році навчався на Центральних технічних курсах Народного комісаріату шляхів сполучення СРСР. З 1944 по 1947 рік працював старшим інженером паровозоремонтних колон Центрального управління паровозного господарства Народного комісаріату шляхів сполучення СРСР.
Член ВКП(б) з 1944 року.
З 1947 року — старший машиніст паровозного (локомотивного) депо Москва-Сортувальна Московсько-Рязанської залізниці. З 1958 року — машиніст електровоза депо станції Москва-Сортувальна-Рязанська.
У 1948 став ініціатором руху «п'ятисотників» — паровозних бригад, що досягали добового пробігу в 500 км та боролися за максимальне використання потужностей локомотива. Бригада Блаженова перевищувала заплановану норму, проходила за добу 702 км та 6 разів була першою у Всесоюзному соціалістичному змаганні мережі залізниць. Блаженов встановив новий рекорд, довівши добовий пробіг локомотива із завантаженим складом до рівня 704 кілометрів, розробив ущільнений графік руху паровоза.
Обирався членом Президії ЦК профспілки залізничників. Автор книги «На сталевих магістралях» (1952).
З вересня 1961 року — персональний пенсіонер союзного значення в Москві.
Помер 25 серпня 1989 року в Москві. Похований у Москві на Кузьминському цвинтарі.

## Нагороди
- Герой Соціалістичної Праці (1.08.1959)
- орден Леніна (1.08.1959)
- орден Трудового Червоного Прапора (9.04.1969)
- дві медалі «За трудову доблесть» (29.07.1945; 11.06.1951)
- медаль «За оборону Москви»
- медаль «За перемогу над Німеччиною у Великій Вітчизняній війні 1941—1945 рр.» (1945)
- медалі
- Сталінська премія ІІІ ст. (1950) — «за розробку та впровадження нового стахановського методу праці на залізничному транспорті (рух машиністів-п'ятисотників)»
- знак «Почесний залізничник»